# Qazax (Stadt)
Qazax (arabische Schrift قازاخ, kyrillische Schrift Газах) ist eine Stadt in Aserbaidschan. Sie ist Hauptstadt des Bezirks Qazax. In der Stadt leben 22.000 Einwohner (Stand: 2021). 2014 betrug die Einwohnerzahl etwa 21.000.

## Kultur und Erholung
In der Stadt sind viele Gebäude aus dem 18. Jahrhundert erhalten geblieben, darunter die Dschuma-Moschee und die Israfil-Agha-Bäder, eine traditionelle türkische Badeanstalt. Es gibt außerdem zwei alte Kirchen in der Stadt, die jedoch nicht mehr als solche genutzt werden.
In der Stadt sind mehrere Parks sowie ein Kulturzentrum und ein Museum.

## Verkehr
Durch die Stadt führen die Fernstraße M2 und die Bahnstrecke von Ağstafa in das gut 10 km von Qazax entfernte Armenien (dort weiter Richtung Dilidschan – Jerewan), die jedoch südwestlich des Ortes infolge des Bergkarabachkonfliktes seit Anfang der 1990er-Jahre unterbrochen ist. Es gibt regelmäßige Bus- und Bahnverbindungen nach Baku.